# Lucian the Wolfbearer
Lucian the Wolfbearer ist eine 2010 gegründete Funeral-Doom-Band.

## Geschichte
Lucian the Wolfbearer ist ein zu Beginn des Jahres 2010 gegründetes Studioprojekt des Sängers und Gitarristen der Pagan-Metal-Band Benighten Empire Sean Michael Kratz. Der in Cleveland lebende Kratz nennt sich im Rahmen des Projektes „Lucian“. Für die Veröffentlichungen von Lucian the Wolfbearer agierte Kratz wiederholt mit Gastmusikern und kooperierte mit Firmen wie Senseless Life Records, Wyrmwood Records und Sepulcral Silence Records. Das Projekt debütierte 2013 mit der Single Song of Blood and Steele und dem Album Void, beide Veröffentlichungen erschienen zum Download im Selbstverlag. Das Debütalbum wurde in internationalen Besprechungen unterschiedlicher Webzines der Metal-Szene gelobt. Es sei zwar kein Metal-Album im musikalischen Sinn, doch Text, Thema und Gesang erfüllten „alle Elemente, die eine moderne Doom-Metal-Band“ ausmache. Die Musik sei „etwas Kraftvolles und Sinnvolles, Erdiges und Einzigartiges“, das „eine ältere und ursprünglichere Kraft anspreche, als es Metal je gelingen könnte“. Das Album habe einen „atmosphärisch düsterer Stil“ gewählt, der sich „großartig“ dazu eigne, die „alten Geschichten“ zu erzählen.
Mit dem zweiten Album The Haunting ging die nachhaltige Stiländerung zum Funeral Doom einher, die in Rezensionen angesprochen wurde. The Haunting wurde, diese Veränderung berücksichtigend, unterschiedlich aufgenommen. Einerseits wurde das Album als „eine atmosphärische Kuriosität, die die dunkelsten emotionalen Nischen der Existenz durchforste“ gelobt, andererseits als langweilende Veröffentlichung, die aus dem Verlust der Folk-Elemente sich ausschließlich auf „Dunkelheit und Trübsal“ konzentriere, kritisiert. Die noch im gleichen Jahr veröffentlichte Single Summerland wurde als eine Empfehlung für Anhänger des Funeral Dooms gelobt. Beachtenswert sei die Verbindung des Funeral Doom mit mittelalterlichen und folkloristischen Elementen. Nachkommende Veröffentlichungen wurden seltener besprochen. Das Album At the Gates of Twilight wurde von Dante DuVall für Doom-Metal.com als mäßig interessante Veröffentlichung kritisiert, neben „generischen Tendenzen“ bemängelte er mangelnde „Komplexität“, das Album sei eher zum „meditieren oder einschlafen“ geeignet. Für das gleiche Webzine lobte Mike Liassides das ein Jahr später veröffentlichte Paradise für seine „weite, ruhige, himmlische Atmosphäre“. Das 2016 erschienene Sei∂r wurde für das Webzine Folk-Metal.nl als „hypnotisch“ und „großartig“ angepriesen. Die Veröffentlichung des Albums Old Roots im Jahr 2019 blieb indes unbeachtet.

## Stil
Das Debüt von Lucian the Wolfbearer orientierte sich am Nordic Ritual Folk. Nachfolgend reduzierte Kratz zunehmend die Folk-Einflüsse und entwickelte die Musik hin zu einem minimalistischen Funeral Doom, der mit dem von Interpreten wie Comatose Vigil, Shape of Despair und Doom:VS einordnend verglichen wird. Lyrisch konzentriert sich das Projekt auf Nordische Mythologie sowie eigene Erzählungen um den Themenkomplex der Wikinger.
Als „mürrisch“ beschriebene Harmonien des Gitarrenspiels, eine reduzierte Rhythmusinstrumentierung und tiefes Growling werden mit raumgreifenden Synthesizerspuren und langen, als „beruhigend“ wahrgenommenen Passagen Akustikgitarre und in den Hintergrund gemischten Klargesang kombiniert. Auf dem Debüt verzichtete Kratz hingegen weitestgehend auf verzerrte Gitarren und Growling. Die Musik sei anstelle dessen durch viele akustische Instrumente, insbesondere der Akustikgitarre, einem dem Doom Metal nahe stehender und als „rau und erdig“ wahrgenommener Gesang, sowie elektronischer Erweiterungen durch Sampling, Keyboard und Synthesizer geprägt.

## Diskografie
Singles
- 2013: Song of Blood and Steel (Selbstverlag)
- 2014: Summerland (Senseless Life Records/Wyrmwood Records)
- 2014: Coffins (Senseless Life Records)

Alben
- 2013: Void (Selbstverlag)
- 2014: Haunted (Senseless Life Records)
- 2014: At the Gates of Twilight (Senseless Life Records)
- 2015: Paradise (Wyrmwood Records)
- 2016: Seiðr (Selbstverlag)
- 2019: Old Roots (Selbstverlag)